# Maître François
Maître François, pseudonimo di François Le Barbier (XV secolo – XV secolo), è stato un miniatore francese.

## Biografia
Questo artista deve il suo nome ad una sola menzione ("pittore François o Franciscus") rinvenuta in un documento dell'umanista Robert Gaguin che lo indicò, definendolo «egregius pictor», come autore della decorazione, delle miniature di una monumentale copia di due volumi del manoscritto de La città di Dio o del De Civitate Dei di Sant'Agostino datato 1473, che fu miniato per un personaggio di corte e che oggi è conservato presso la Biblioteca nazionale di Francia.
Lo storico dell'arte Paul Durrieu, in seguito alla scoperta di questo documento, gli ha attribuito un'intera serie di manoscritti. La storica dell'arte americana Eleanor P. Spencer ha ristretto questa selezione distinguendo la mano del suo predecessore a capo della sua bottega, il maestro di Jean Rolin e la mano del suo successore in seguito denominata per convenzione del Maestro di Jacques de Besançon.
I manoscritti a lui attribuiti mostrano che è un artista che lavorava a capo di una bottega molto produttiva che riforniva molti grandi signori e notabili parigini tra il 1460 e il 1480. Molti di questi manoscritti furono in parte affidati a dipendenti il cui stile rimane simile.
Lo stile di questo artista è un revival dei modelli del maestro di Jean Rolin, che lui stesso li ha presi dalla pittura dei primitivi fiamminghi, mescolati con l'arte del Maestro di Bedford. Si distingue però per modelli dai caratteri più assertivi, le sue composizioni sono strutturate per elementi architettonici e piani successivi. Le splendide miniature che illustrano questo manoscritto rivelarono un artista maturo, sicuro e accurato nel segno, ricco di fantasia coloristica, che usò una tavolozza di colori molto brillante, sensibile agli echi della pittura italiana contemporanea accolti quasi certamente attraverso Jean Fouquet, nell'orbita della cui scuola si mosse sostanzialmente la sua arte.
È anche intervenuto in diversi libri d'ore per illustrare il calendario con grisailles.
Maître François è stato talvolta identificato con uno dei figli di Jean Fouquet, ma questa ipotesi è respinta dagli studiosi di quest'ultimo.  Paul Durrieu aveva già proposto nel 1915 di identificarlo con un certo François Le Barbier, "miniatore e storico parigino", come fecero gli storici dell'arte americani Richard e Mary Rouse.
È menzionato nei conti della città di Parigi nel 1455 per un diritto di locazione di una casa sul Pont Notre-Dame dove risiedette almeno fino al 1460. Venne infine menzionato nel 1472 come garante in un contratto a fianco di François Trubert, scultore e fratello del miniatore Georges Trubert.
Suo figlio e omonimo sarebbe subentrato nella bottega alla fine degli anni 1470, fino alla sua morte nel 1501.

## Opere

### Libro d'Ore

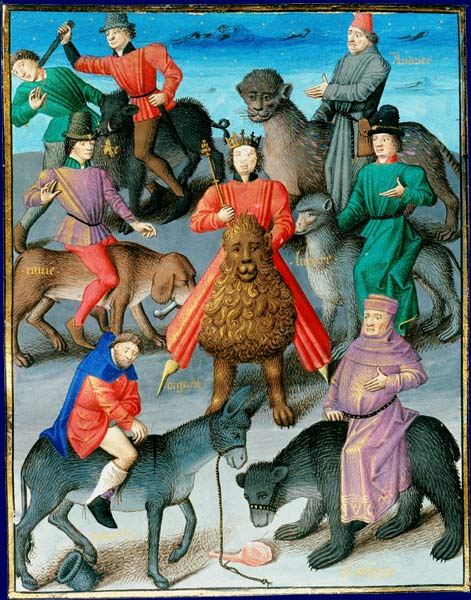
Miniatura estratta dal manoscritto Miroir historial de Vincent de Beauvais

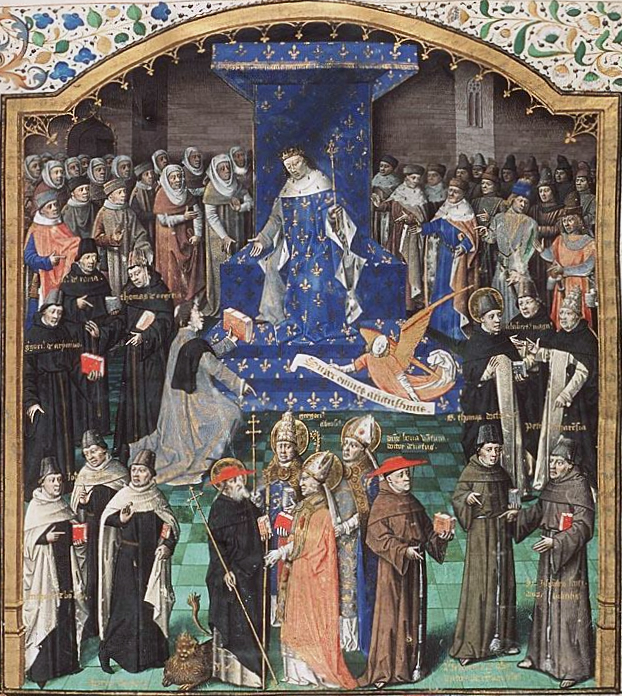
Presentazione della traduzione de la Cité de Dieu, tramite Raoul de Presles, Museo Meermanno.

- Libro d'Ore, supplementi (1460) a un manoscritto iniziato dal Maestro di Bedford nel 1420 circa, Biblioteca nazionale austriaca, Vienna, Cod 1840;
- Libro d'Ore, 1460-1470 circa, Biblioteca nazionale austriaca, Cod ser n 13237;
- Libro d'Ore, 1460-1470 circa, con parte completata nel 1480 circa dal Maître du Livre de prières de Dresde, British Library, Egerton 2045;
- Libro d'Ore di Jacques de Langeac, 1465 circa, Biblioteca comunale di Lione, Ms. 5154;
- Libro d'Ore di Jacques de Langeac, 1465-1468 circa, Bibliothèque municipale de Lyon, Ms. 5154;
- Libro d'Ore, 1470 circa, Walters Art Museum, Baltimora, W. 252;
- Book of Hours, 1470 circa, Morgan Library and Museum, New York, M. 73;
- Libro d'Ore, in collaborazione con altri due artisti anonimi, 1470 circa, Walters Art Museum, W. 285;
- Libro d'Ore ad uso di Bourges, con 12 miniature grandi e 16 piccole in semigrisaglia, 1470 circa, in vendita da Sotheby's a Londra l'8 luglio 2014;
- Libro d'Ore e preghiere di un seguace del Maestro, 1470-1480 circa, coll. Renate König, Colonia;
- Libro d'Ore, per l'uso di Rouen, Houghton Library, Università di Harvard, 133;
- Libro d'Ore di Renato II di Lorena, 1473-1479 circa, Museo Calouste-Gulbenkian, Lisbona, LA147;
- Libro d'Ore, 1475 circa, Walters Art Museum, W. 214;
- Hours of Wharncliff, 1475-1480 circa, National Gallery of Victoria, Melbourne;
- Libro d'Ore di Alain Bouchard, in collaborazione con il Maître de Jacques de Luxembourg, 1480-1490 circa, collezione privata;
- Libro d'Ore, di un seguace del Maestro, 1482 circa, British Library, Add. 15702
- Libro d'Ore, a cura della bottega del Maestro, 1485 circa, Biblioteca dell'Università di Augusta, Cod 1.3.8.

### Altri manoscritti
- Livre du compendion ystorial, circa 1460-1485, Biblioteca di Ginevra;
- Miroir historial, esemplare per Jacques d'Armagnac, circa 1463, primo volume al Museo Condé, Chantilly, Ms.722, volume secondo e terzo alla Biblioteca nazionale di Francia;
- La Cité de Dieu di Sant'Agostino, esemplare per Charles de Gauscourt, Biblioteca nazionale di Francia;
- Bréviaire à l'usage de Paris, circa 1467, Bibliothèque nationale autrichienne;
- Compendium historial, manoscritto per Jacques d'Armagnac, BNF;
- La Cité de Dieu, esemplare per Jacques d'Armagnac e per Philippe de Commynes, primo volume al Museo Meermanno a La Haye, volume secondo alla Bibliothèque municipale de Nantes;
- Valerius Maximus, tradotto da Simon de Hesdin e Nicholas de Gonesse, Les Fais et les Dis des Romains et de autres gens, British Library;
- Des remèdes de fortune, di Petrarca, circa 1470, Bibliothèque nationale autrichienne;
- Le songe du vieil pelerin, di Philippe de Mézières, circa 1470-1480, Bibliothèque nationale autrichienne.